# マリーノ・バッソ
マリーノ・バッソ（Marino Basso、1945年6月1日 - ）は、イタリア、カルドーニョ出身の元自転車競技、ロードレース選手。
プロ年代は1966年から1978年まで。1972年、ガップで行われた世界選手権・プロロードレースにおいて、エディ・メルクスらとのスプリント争いを制し、同胞のフランコ・ビトッシとワンツーを決め優勝。1971年のジロ・デ・イタリアではポイント賞を獲得した。

## 主な実績
1967
ツール・ド・フランス:
第3、18ステージ 1位
1969
ジロ・デル・ピエモンテ 優勝
トレ・ヴァッリ・ヴァレジーネ 優勝
トロフェオ・マッテオッティ 優勝
ツール・ド・フランス:
1Aステージ 1位
ジロ・デ・イタリア:
第8、13、18A、18Bステージ 1位
1970
ツール・ド・フランス:
第3B、11B、21ステージ 1位
1971
ジロ・デ・イタリア:
第1ステージ 1位
 ポイント賞
1972
コッパ・ベルノッキ 優勝
 世界選手権・プロロードレース
1973
グロサー・プライス・デス・カントン・アールガウ 優勝
1975
ブエルタ・ア・エスパーニャ:
第4、6、8、9、10、11Bステージ 1位
1977
コッパ・プラッチ 優勝